# Кузен Понс
«Кузе́н Понс» — роман Оноре де Бальзака, написанный им в 1846 году. Входит в цикл произведений «Человеческая комедия». Это произведение и роман «Кузина Бетта» (1847), сюжеты которых развиваются параллельно, с общими событиями и героями, объединены автором под общим названием «Бедные родственники»; оба произведения обличают пороки буржуазного общества 1840-х годов, повествуя о том, насколько губительным для личности является зависимое и унизительное положение бедного родственника.

## Сюжет
Старый театральный музыкант Сильвен Понс живёт в ужасных условиях со своим верным другом немцем Вильгельмом Шмуке в доме, где привратницей служит мадам Сибо. Несмотря на бедность, Сильвен находит смысл жизни в двух страстях — к вкусной еде и к коллекционированию произведений искусства. Понс состоит в дальнем родстве с семейством Камюзо де Марвиль и часто ходит к ним обедать, несмотря на то, что госпожа Камюзо недолюбливает своего родственника и насмехается над ним. Чтобы сохранить хорошие отношения с Камюзо и отблагодарить их, Понс пытается найти жениха для их малопривлекательной единственной дочери Сесиль. Однако её помолвка с протеже Понса срывается, мадам Камюзо обвиняет его в заговоре и отставляет от своего дома.
От огорчения и прочих бытовых неурядиц у Понса начинается воспаление печени, и он оказывается на попечении Шмуке и тётки Сибо. Тем временем мадам Камюзо узнаёт о ценности коллекции Понса и стремится овладеть ею, чтобы обратить в приданое для дочери. В ожесточённую борьбу за коллекцию включаются также антиквар Ремонанк, старый еврей-оценщик Элиас Магус и мадам Сибо с нанятым ею адвокатом Фрезье. Мадам Сибо, якобы в интересах владельца, продает Ремонанку восемь картин из собрания Понса, занизив их стоимость в квитанции. Ещё одно полотно она забирает себе.
В ужасе от предательства мадам Сибо и заговоров, которые бушуют вокруг него, Понс умирает, оставив все свои земные владения Вильгельму Шмуке. В тот же день погибает и муж мадам Сибо, которого Ремонанк отравил с помощью окиси меди с целью жениться на его вдове.
На похоронах Понса присутствуют только Шмуке и их коллега по театру Топинар. При содействии Фрезье судебные приставы выселяют Шмуке из квартиры. Немец селится в квартире Топинара и его семьи. Фрезье поддаётся на уговоры Мадам Камюзо и начинает действовать в её интересах. Ему удаётся обжаловать завещание в пользу своей покровительницы. Вызвав в суд немца, ему через директора театра Годиссара предлагают мировую. Шмуке подписывает её, надеясь напоследок озолотить семью Топинара — единственного человека, искренне оплакивавшего Понса. Но на выходе из суда Топинар вручает ему письмо, где родственники Понса обвиняют Шмуке в том, что он угрозами переписал на себя завещания и заморил голодом Понса. Не выдержав такого удара, немец умирает через несколько дней. Хоронят его рядом с его любимым другом.
В финале автор коротко описывает дальнейшие события. Мадам Камюзо де Марвиль показывает коллекцию Понса русскому князю, рассказывая, как она любила покойного. Топинар продолжил работать кассиром в театре, но стал мрачным, нелюдимым и молчаливым — ходят слухи, что он замешан в преступлении. Ремонанк после женитьбы на мадам Сибо случайно умирает от выпитой серной кислоты, с помощью которой хотел убить свою жену и получить вырученное ею в деле Понса. Повторно овдовев, мадам Ремонанк торгует в роскошном магазине на бульваре Мадлен.

### Связь с другими произведениями
- Сюжет романа идёт одновременно с произведением «Кузена Бетта». В одно время с Понсом умирают господин Кревель и его жена, одни из героев романа.
- Вильгельм Шмуке является учителем музыки героинь романа «Дочь Евы».

## Экранизации
- Кузен Понс (фильм, 1978). Фильм-спектакль. Режиссер Валерий Фокин, в ролях Зиновий Гердт, Лев Дуров, Марина Неелова

## В России
Несколько раз переводился:
- История бедных родственников. Роман де-Бальзака. Кузен Понс или Два Музыканта.-- "Б-ка для чтения", 1847, т. 83, отд. 2, с. 1--124.
- Кузен Понс, или Два музыканта. СПб., Ольхин, 1847. 124 с. (Бальзак. История бедных родственников. Т. 2).
- Бедные родственники. Кузен Понс. Роман. Пер. Н. П. Чуйко. СПб., Пантелеев, 1896. 251 с. (Бальзак О. Собр. соч. В 20-ти т. Т. 3).
- Кузен Понс. Пер. Э. К. Пименовой. 1--3. Л., "Красная газета", 1930. 336 с. (Бальзак О. Избранные сочинения. Под общ. ред. А. Г. Горн- фельда. Вып. 3--5).
- Кузен Понс. Пер. М. А. Петровского. Лит. коммент. и примеч. Б. А. Грифцова. М., Гослитиздат, 1937. 277 с. (Бальзак О. Собр. соч. Под общ. ред. А. В. Луначарского и Е. Ф. Корша. Т. 12).
- Кузен Понс. Пер. И. Татариновой.-- В кн.: Бальзак О. Собр. соч. В 15-ти т. Т. 10. Человеческая комедия. Сцены парижской жизни. [Пер. под. ред. H. М. Жарковой]. М., 1954, с. 440--735.
- Кузен Понс. Пер. И. С. Татариновой.-- В кн.: Бальзак О. Собр. соч. В 24-х т. Т. 14. Человеческая комедия. Этюды о нравах. Сцены парижской жизни. Бедные родственники. [Ред. И. А. Лилеева]. М., 1960, с. 5-306.
- Кузен Понс. Пер. И. Татариновой. [Послесл. и примеч. И. Лилеевой]. М., Гослитиздат, 1959. 311 с.